# آلن كورماك
آلن ماكليود كورماك (بالإنجليزية: Allan McLeod Cormack)‏ ـ (23 فبراير 1924 - 7 مايو 1998) فيزيائي أمريكي من أصل جنوب إفريقي حصل على جائزة نوبل في الطب عام 1979 (مناصفة مع الإنجليزي غودفري هاونسفيلد) لأبحاثه حول التصوير الطبقي المحوسب بالأشعة السينية (الأشعة المقطعية).

## مولده ودراسته
ولد كورماك في جوهانسبرغ بجنوب إفريقيا، ودرس بمدرسة روندبوش الثانوية للبنين في كيب تاون، حيث نشط في فريقي المناظرات والتنس. حصل كورماك على درجة البكالوريوس في العلوم سنة 1944 من جامعة كيب تاون متخصصاً في الفيزياء، ثم على درجة الماجستير في العلوم من نفس الجامعة في تخصص علم البلورات سنة 1945. التحق بجامعة كامبردج بين عامي 1947 و1949 كطالب أبحاث، وهناك التقى طالبة الفيزياء الأمريكية باربرا سيفي (بالإنجليزية: Barbara Seavey)‏، التي تزوجها فيما بعد.

## هجرته إلى الولايات المتحدة
في مطلع عام 1950 عاد كورماك إلى جامعة كيب تاون ليعمل محاضراً بها عقب زواجه من سيفي، وبعد قضائه فترة للأبحاث في جامعة هارفارد عامي 1956 و1957، اتفق الزوجان على الانتقال إلى الولايات المتحدة، ليلتحق كورماك بالعمل أستاذاً في جامعة تافتس في خريف عام 1957، ثم يحصل على الجنسية الأمريكية سنة 1966.

## أبحاثه
رغم أن اهتمام كورماك البحثي كان ينصبّ على فيزياء الجسيمات، إلا أن اهتمامه الجانبي بتقنية الأشعة السينية أدت إلى وضعه الأسس النظرية للتصوير الطبقي المحوسب. وكان كورماك قد بدأ أبحاثه حول هذا الموضوع في جامعة كيب تاون ومستشفى غروته شور في مطلع عام 1956 وعاد لاستكماله لفترة وجيزة بعد عودته من جامعة هارفارد.
أجمل كورماك نتائج هذه الأبحاث في ورقتين بحثيتين نشرتا في «مجلة الفيزياء التطبيقية» (بالإنجليزية: Journal of Applied Physics)‏ عامي 1963 و1964، ولكن هاتين الورقتين لم تلقيا اهتماماً كبيراً إلى أن قام هاونسفيلد وزملاؤه بتصميم أول جهاز للتصوير الطبقي المحوسب سنة 1971، واضعين حسابات كورماك النظرية في حيز التطبيق العملي. وتقديراً لإنجاز كورماك النظري وهاونسفيلد التطبيقي، تشاطر العالمان جائزة نوبل في الطب سنة 1979.
كان كورماك عضواً بالأكاديمية الدولية للعلوم، وقد حصل سنة 1990 على وسام العلوم الوطني الأمريكي، وكرمه وطنه الأم جنوب أفريقيا ـ بعد وفاته ـ بمنحه وسام مابونغوبوي في 10 ديسمبر 2002 لإنجازاته البارزة في العلوم ولاشتراكه في اختراع جهاز التصوير الطبقي المحوسب.

## وفاته
توفي كورماك في ماساتشوستس في 7 مايو 1998 عن عمر يناهز 74 عاماً، متأثراً بمرض السرطان.

## روابط خارجية
- آلن كورماك على موقع الموسوعة البريطانية (الإنجليزية)
- آلن كورماك على موقع مونزينجر (الألمانية)
- آلن كورماك على موقع إن إن دي بي (الإنجليزية)